# Muscolo dell'ugola
Nell'anatomia umana il  muscolo dell'ugola , o  velo pendulo  fa parte dei muscoli del palato.
Si presenta come un muscolo pari, essendo i muscoli dei due lati separati in corrispondenza della loro origine e della loro inserzione all'apice dell'ugola.
I fasci del muscolo hanno origine dalla superficie dorsale dell'aponeurosi palatina, decorrono per tutta la lunghezza del palato molle e si inseriscono al di sotto della mucosa dell'ugola.

## Anatomia
Il muscolo, un piccolo fascio, si ritrova sopra all'ugola, inizia dall'aponeurosi palatina.

## Funzioni
Controlla lo stato di tensione dell'ugola: con la sua contrazione, il muscolo accorcia ed ispessisce l'ugola.